# ヴァンサン・ボロレ
ヴァンサン・ボロレ（Vincent Bolloré 1952年4月1日 - ) はフランスの実業家。2024年3月時点で総資産が99億ドル（約1兆4500億円）にのぼるというボロレ・グループを実質的に指揮しているとされ、グループの事業はメディア・海運・物流・建設など多方面におよぶ。
とくにフランス国内で精力的にメディア企業の買収を進めるスタイルや、買収したＴＶ番組や新聞で社主や編集長を交替させ論調を大きく保守化させることなどから「フランスのルパート・マードック」などとも呼ばれる。

## 来歴
ボロレ・グループは1822年に、フランスのブルターニュ地方でタバコの包み紙や聖書などを印刷する製紙業としてスタートした。その後、植林事業などに進出して規模を広げていたが、創業家の3代目となるヴァンサン・ボロレが1981年に銀行を買収し、ビジネスの範囲をメディア、広告、海運、建設、物流など大幅に広げてグループを世界規模のコングロマリットに一変させた。
こうした急拡大の過程で、アフリカの港湾建設事業で大規模な贈収賄事件に関わったとして2018年にフランス警察から一時拘束されている（ボロレ側は一切の不正はなかったと主張した）。

ボロレの活動のうち、とくに注目を集めているのはメディア業界への精力的な進出である。まずボロレはフランスの大手メディアグループ「ヴィヴェンディ」の筆頭株主となり、有料TV大手カナル・プリュス、大手広告代理店ハヴァス（Havas）などを傘下におさめた。

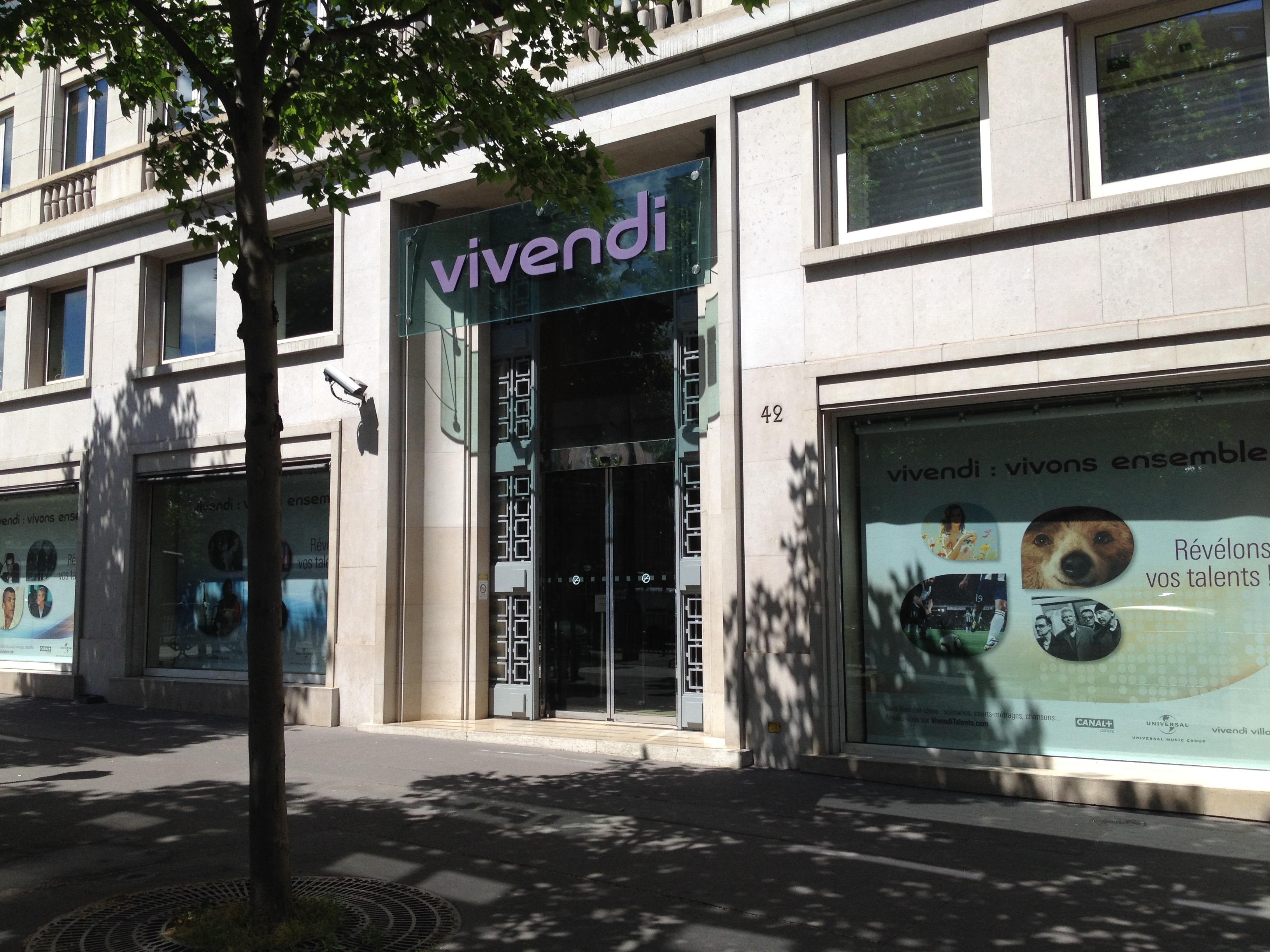
パリのヴィヴェンディ本社（2019年）。

ついで有力メディアグループ「ラガルデール」をも買収して、フランス最大の出版社アシェット、フランス政治に強い影響力を持つジュルナル・ド・ディマンシュ紙（en）、有力雑誌パリ・マッチなどを手中に収める。
とくにフランスで大きく報道されたのは、ヴィヴェンディによる2016年の24時間ニュース放送局「i-テレ」買収である。買収後、この放送局はアメリカのFOXニュースをまねた「Cニュース（Cnews）」として衣替えし、論調は一気に保守化、ここにエリック・ゼムールなど右派・極右の政治家がさかんに出演するようになった。
またこの放送局は、日曜に放送されるようになった「精神性を求めて（En quête d'esprit）」と題する番組を筆頭に、ボロレの個人的な信仰・宗教観を色濃く反映しているとも言われる。
2023年にヴィヴェンディが買収したジュルナル・ド・ディマンシュ紙は発行部数こそ10〜20万部と小規模だが、75年の歴史をもち、掲載される記事や風刺画がフランス政界に大きな影響力を持っているとされる。
買収後、ここにヘイトスピーチ規制に関する法令に抵触して罰金刑を受けた前歴をもつジョフロワ・ルジュンヌ（Geoffroy Lejeune）を編集長に抜擢する人事が発表されると波紋が広がり、フランスの主要文化人400人が署名した撤回要求や、社内での大規模ストライキに発展した。しかし人事は強行され、結果的に記者の約半数が退職している。

## 関連文献
- The Fox News of France (Nieman Reports, January 20, 2024)
- Media oligarchs go shopping (Reporters Without Borders, 2016)